# 사막 기후

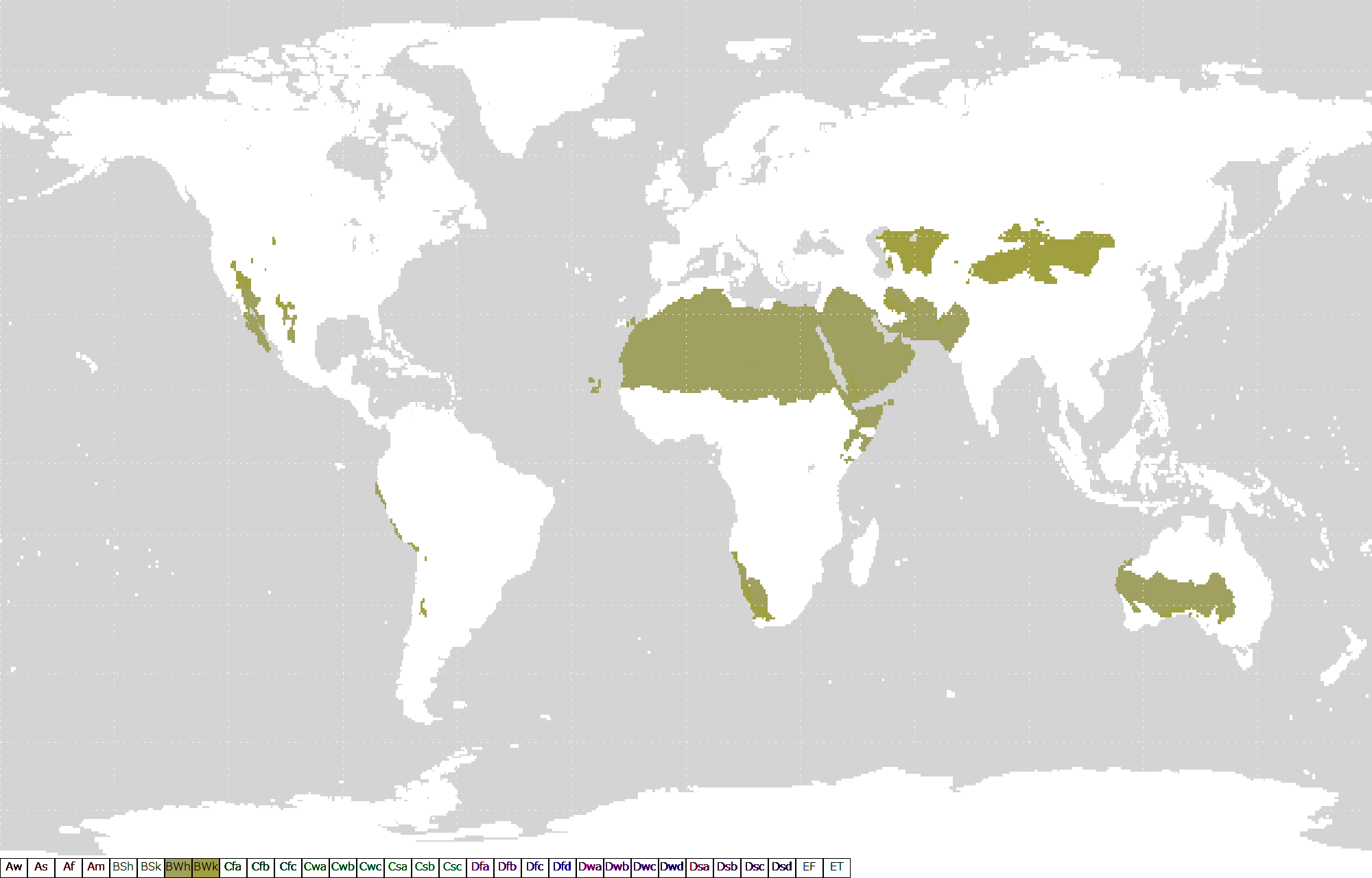
사막 기후의 분포 모습.

사막 기후는 쾨펜의 기후 구분에서 건조 기후에 속하며, 기호는 BW이다. 연평균 강수량이 250mm 미만으로 대개 덥고 건조하다. 온난 사막 기후와 한랭 사막 기후로 크게 구분되어 있다. 그러니까 한랭 사막 기후(BWk)의 경우 온난 사막 기후(BWh)보다 강우량이 더 낮다는 특징이 있다. 토양은 사막토로 매우 건조하고 회색을 띤다. 이 기후에 속하는 지역은 식물이 자라기에는 적합하지 않으나, 선인장류의 식물이 살기도 한다. 낮과 밤의 기온차가 매우 크다. 그리고 식생 조건이 충족되는 식물군은 대추야자가 대표적이다. 연간 강우량이 251mm가 초과됨에도 불구하고, 증발량이 도리어 많아지게 되면 당연히 BSh, BSk가 아닌 BWh 혹은 BWk로 판정된 지역도 물론 있다.

## 사막 기후의 성질을 띠고 있는 지역

### 아메리카
- 미국 서부 일부
- 멕시코 : 바하칼리포르니아반도 대부분, 서부 일부
- 페루 서단 일부
- 칠레 동단 일부
- 아르헨티나 서단 일부

### 아프리카
- 이집트
- 리비아 북단 일부를 제외한 전 지역
- 알제리 중남부 대부분
- 튀니지 남부
- 모로코 남동부
- 서사하라
- 니제르
- 차드 북중부
- 수단
- 에리트레아 대부분
- 에티오피아 동단 일부
- 소말리아 북부
- 모리타니
- 말리 북부
- 나미비아 남서부
- 남아프리카 공화국 서부

### 아시아
- 사우디아라비아
- 예멘
- 오만
- 아랍에미리트
- 카타르
- 바레인
- 이스라엘 남부
- 팔레스타인
- 요르단
- 시리아 남동부
- 이라크 남서부
- 이란 남부, 동부
- 인도 북서부
- 파키스탄 중부
- 우즈베키스탄 중서부
- 카자흐스탄 남부
- 투르크메니스탄 북부
- 키르기스스탄
- 타지키스탄
- 중국 북부, 서부
- 몽골 중남부

### 오세아니아
- 오스트레일리아 중서부

### 유럽
- 스페인 남동부 극일부

## 같이 보기
- 쾨펜의 기후 구분
- 건조 기후
- 스텝 기후
- 사막